# Paul Vachet
Pour les articles homonymes, voir Vachet.
Paul Jean Julien Vachet, né le 30 janvier 1897 à Chalon-sur-Saône (Saône-et-Loire) et mort le 25 août 1974 à Toulouse, est un aviateur français.

## Biographie
Engagé volontaire à 18 ans, Paul Vachet  passe son brevet de pilote  en 1916. Pendant la Première Guerre mondiale, il est pilote de bombardier. Il est également pilote d'hydravion. Après l'Armistice de 1918, il est l'un des officiers français qui créent une école de pilotage à Varsovie, en Pologne.
Entré comme pilote aux Lignes Aériennes Latécoère en 1921, il est employé sur la ligne du Maroc. Dès 1922, il est chargé de l'étude et de l'établissement des nouvelles lignes d'Afrique du Nord (Casablanca-Oran, puis Alicante-Oran). Il est détaché en Amérique du Sud en 1924 où il accomplit un travail de défrichage extraordinaire et prépare la voie à la prestigieuse équipe de Jean Mermoz et ses compagnons. C'est certainement pour cette raison qu'on parle plus de Vachet en Amérique du Sud qu'en France. 
À partir de 1927, à la demande de Marcel Bouilloux-Lafont, PDG de la Compagnie générale aéropostale, il se rend en Amérique du Sud (Brésil, Uruguay, Argentine, Paraguay, Chili et Venezuela). En 1933, ayant rejoint les rangs d'Air France, il devient sur place un des représentants de la nouvelle compagnie.
Il participe à la Seconde Guerre mondiale près du Général de Gaulle et est nommé « représentant général » de la Compagnie Air France en Amérique du Sud.
Il prend sa retraite en 1957, après plus de quarante ans de carrière dans l'aviation. Il meurt à Toulouse, en 1974.

## Hommages
Plusieurs rues ont été nommées en son honneur, à Étampes et Chalon-sur-Saône notamment. 
Il est promu grand officier de la Légion d'honneur en 1968.
Il obtient les plus hautes décorations du Maroc, du Brésil, de l'Argentine, du Paraguay.